# Opuscula Musealia
Opuscula Musealia – rocznik Muzeum Uniwersytetu Jagiellońskiego, ukazujący się od roku 1986. Poświęcony jest zabytkom znajdującym się w Muzeum oraz problematyce muzeologicznej. Teksty publikowane są w języku polskim, angielskim, niemieckim i francuskim.